# Гузмич, Рихард
Рихард Гузмич (венг. Guzmics Richárd; 16 апреля 1987, Сомбатхей, Венгрия) — венгерский футболист, защитник клуба «Яньбянь Фуде» и сборной Венгрии.

## Клубная карьера

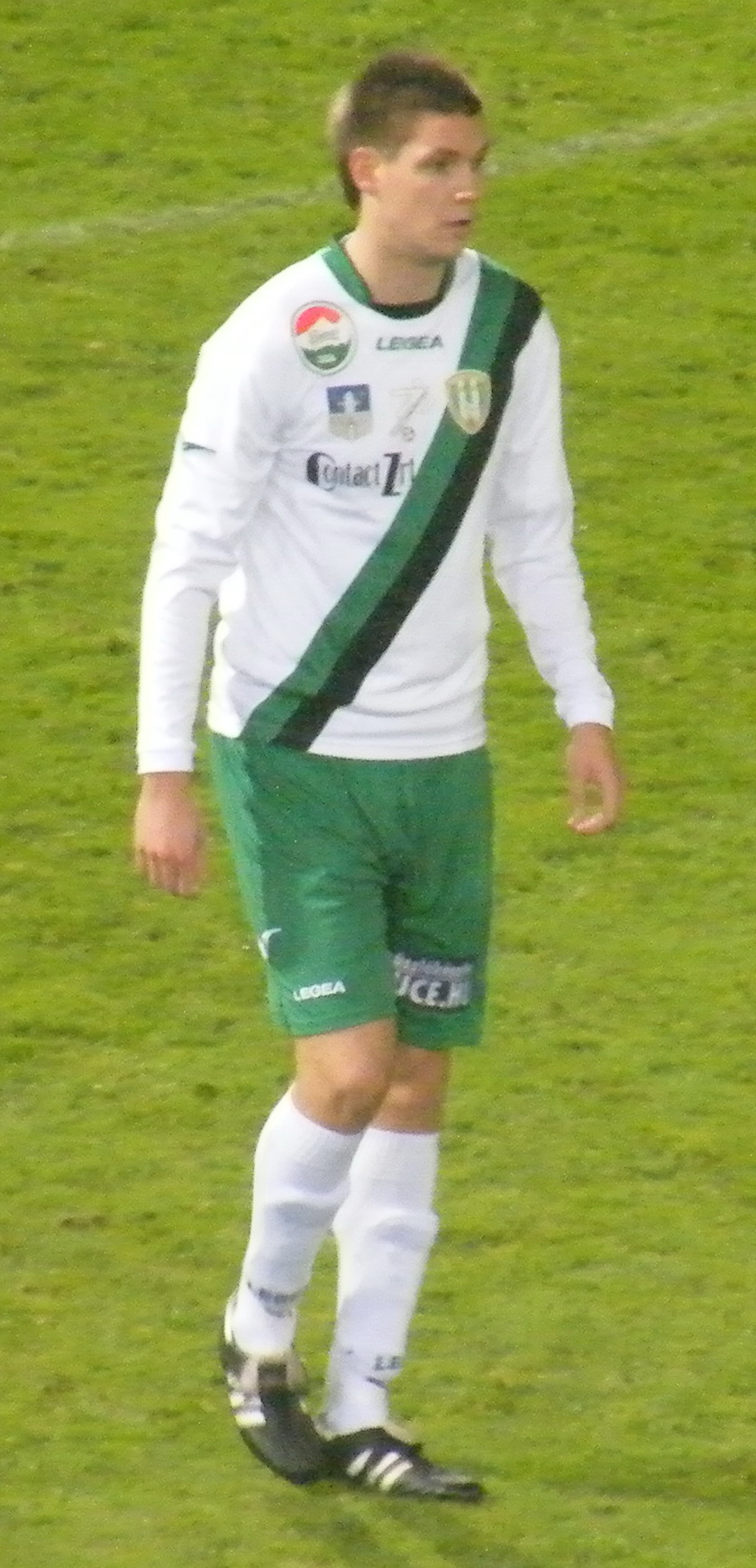
Гузмич в составе клуба «Халадаш»

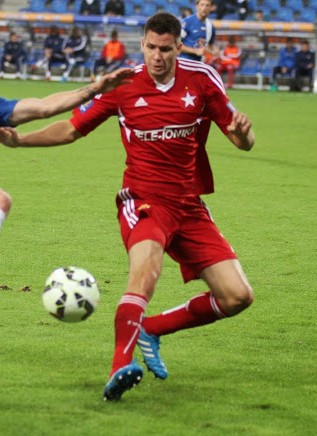
Гузмич в составе клуба «Вислы»

Гузмич начал карьеру в клубе «Халадаш». В 2005 году он дебютировал в чемпионате Венгрии. За «Халадаш» Рихард выступал за протяжении девяти сезонов и с 247 матчами, является одним из рекордсменом клуба. Летом 2014 года Гузмич перешёл в краковскую «Вислу». 28 сентября в матче против «Краковии» он дебютировал в польской Экстраклассе. 1 октября 2016 года в поединке против плоцкой «Вислы» Рихард забил свой первый гол за команду.
В начале 2017 года Гузмич перешёл в китайский «Яньбянь Фуде». 5 марта в матче против «Чунцин Лифань» он дебютировал в китайской Суперлиге. 10 сентября в поединке против «Бэйцзин Гоань» Рихард забил свой первый гол за «Яньбянь Фуде».

## Международная карьера
14 ноября 2012 года в товарищеском матче против сборной Норвегии Гузмич дебютировал за сборную Венгрии. 7 сентября 2015 года в отборочном матче чемпионата Европы 2016 против сборной Северной Ирландии Рихард забил свой первый гол за национальную команду.
В 2016 году Гузмич в составе сборной принял участие в чемпионате Европы во Франции. На турнире он сыграл в матчах против команд Австрии, Португалии, Исландии и Бельгии.

### Голы за сборную Венгрии
| #  | Дата            | Место                                    | Противник         | Счёт | Результат | Соревнование                       |
| -- | --------------- | ---------------------------------------- | ----------------- | ---- | --------- | ---------------------------------- |
| 1. | 7 сентября 2015 | Уиндзор Парк, Белфаст, Северная Ирландия | Северная Ирландия | 0:1  | 1:1       | Чемпионат Европы 2016 квалификация |
| 2. | 7 октября 2017  | Санкт-Якоб-парк, Базель, Швейцария       | Швейцария         | 4:1  | 5:2       | Чемпионат мира 2018 квалификация   |